# Puntlichtbron
Een puntlichtbron is een lichtbron vanuit één punt. Een led is hier een goede benadering van. Grotere lichtbronnen welke ver van de waarnemer of het te verlichten object staan gaan zich door de afstand ook gedragen als een puntlichtbron.

## Eigenschappen
Een van de eigenschappen van een puntlichtbron is dat zich een scherpe schaduwrand van het object aftekent op de achtergrond. Bij grotere lichtbronnen spreekt met over een halfschaduw, bijschaduw of schaduwovergang.